# 278. Infanterie-Division
278. Infanterie-Division var en tysk infanteridivision under andra världskriget. Divisionen sattes upp 22 maj 1940 som en del av 10. Welle men upplöstes i samband med Frankrikes kapitulation i juli 1940. Divisionen sattes upp igen 17 november 1943 som en del av 22. Welle från delar av den tidigare upplösta 333. Infanterie-Division. I början av 1944 överfördes divisionen till italienska fronten där den stred resten av kriget tills divisionen besegrades vid floden Panaro i april 1945. Värt att nämna är att en italiensk bataljon, Battaglione d'assalto "Forlì" eller Sturmbataillon "Forlì" som bestod av italienska frivilliga var en del av divisionen från oktober 1944 till krigsslutet (bataljonens soldater deltog även på veteranträffar efter kriget och deras förbandstecken finns med på divisionens minnestavla).

## Organisation
Divisionens organisation 1940:
- Infanterie-Regiment 547
- Infanterie-Regiment 548
- Infanterie-Regiment 549
- Artillerie-Abteilung 278
- Divisionseinheiten 278

Divisionens organisation 1944:
- Grenadier-Regiment 992
- Grenadier-Regiment 993
- Grenadier-Regiment 994
- Divisions-Füsilier-Bataillon 278
- Artillerie-Regiment 278
- Pionier-Bataillon 278
- Feldersatz-Bataillon 278
- Panzerjäger-Abteilung 278
- Divisions-Nachrichten-Abteilung 278
- Divisions-Nachschubführer 278
- I° Battaglione d'assalto 'Forlì'

## Befälhavare
Divisionschefer:
- General der Infanterie Hubert Gercke juni 1940 - 16 juli 1940
- Generalleutnant Harry Hoppe 1 december 1943 - 28 januari 1944
- Generalmajor Paul Bornscheuer 28 januari 1944 - 5 mars 1945
- Generalleutnant Harry Hoppe 5 mars 1944 - april 1945